# سافرا
سافرا (به اسپانیایی: Zafra) یک شهرستان در اسپانیا است که در استان باداخس واقع شده‌است.

## خصوصیات
سافرا ۶۲٫۶ کیلومترمربع مساحت و ۱۶٬۶۷۷ نفر جمعیت دارد و ۵۰۸ متر بالاتر از سطح دریا واقع شده‌است.